# الدوري المغربي لكرة القدم 1967–68
الدوري المغربي لكرة القدم 1967-1968 هو الموسم 12 من البطولة الوطنية المغربية لكرة القدم . يتنافس خلاله 18 من أفضل الأندية الوطنية المغربية.توج بهذا الموسم فريق الجيش الملكي .